# Archéologie du sel
 (mars 2021).
- Si vous ne connaissez pas le sujet, laissez ce bandeau (vous pouvez alors contacter les auteurs).
- Si vous supprimez le contenu mis en cause (vous pouvez préalablement contacter les auteurs),

argumentez précisément cette suppression dans la page de discussion
(un manque de référence n'est pas un argument ; une recherche réelle de référence doit avoir été effectuée, être formellement documentée).
 (mars 2021).
La mise en forme du texte ne suit pas les recommandations de Wikipédia : il faut le « wikifier ».
Les points d'amélioration suivants sont les cas les plus fréquents. Le détail des points à revoir est peut-être précisé sur la page de discussion.
- Les titres sont pré-formatés par le logiciel. Ils ne sont ni en capitales, ni en gras.
- Le texte ne doit pas être écrit en capitales (les noms de famille non plus), ni en gras, ni en italique, ni en « petit »…
- Le gras n'est utilisé que pour surligner le titre de l'article dans l'introduction, une seule fois.
- L'italique est rarement utilisé : mots en langue étrangère, titres d'œuvres, noms de bateaux, etc.
- Les citations ne sont pas en italique mais en corps de texte normal. Elles sont entourées par des guillemets français : « et ».
- Les listes à puces sont à éviter, des paragraphes rédigés étant largement préférés. Les tableaux sont à réserver à la présentation de données structurées (résultats, etc.).
- Les appels de note de bas de page (petits chiffres en exposant, introduits par l'outil «  Source ») sont à placer entre la fin de phrase et le point final[comme ça].
- Les liens internes (vers d'autres articles de Wikipédia) sont à choisir avec parcimonie. Créez des liens vers des articles approfondissant le sujet. Les termes génériques sans rapport avec le sujet sont à éviter, ainsi que les répétitions de liens vers un même terme.
- Les liens externes sont à placer uniquement dans une section « Liens externes », à la fin de l'article. Ces liens sont à choisir avec parcimonie suivant les règles définies. Si un lien sert de source à l'article, son insertion dans le texte est à faire par les notes de bas de page.
- La présentation des références doit suivre les conventions bibliographiques. Il est recommandé d'utiliser les modèles {{Ouvrage}}, {{Chapitre}}, {{Article}}, {{Lien web}} et/ou {{Bibliographie}}. Le mode d'édition visuel peut mettre en forme automatiquement les références.
- Insérer une infobox (cadre d'informations à droite) n'est pas obligatoire pour parachever la mise en page.

Pour une aide détaillée, merci de consulter Aide:Wikification.
Si vous pensez que ces points ont été résolus, vous pouvez retirer ce bandeau et améliorer la mise en forme d'un autre article.
L'archéologie du sel est une branche de la discipline archéologique qui étudie les techniques anciennes de production du sel et leur contribution économique, sociale, politique et culturelle au fonctionnement des sociétés du passé, ainsi que leur impact sur l'environnement et l'occupation humaine.

## Le rôle du sel dans les sociétés anciennes

### Le sel: une ressource vitale
Le sel est une matière première minérale que l'on trouve aujourd'hui partout et qui a perdu le caractère vital qu'elle a eu depuis la Préhistoire jusqu'à la période contemporaine. La consommation de sel ne se limite pas en effet au seul sel de cuisine: si l'on considère les quantités de sel utilisées jusqu'à la généralisation des techniques modernes de réfrigération et de congélation, c'est d'abord comme produit de conservation qu'on a commercialisé le sel. Si l'on considère par ailleurs les quantités consommées, c'est en premier lieu comme complément alimentaire du bétail qu'on a utilisé le sel.
L'archéologie du sel bouleverse donc de nombreuses idées reçues sur la fonction de cette matière première, qui a fait l'objet d'une exploitation et d'un commerce depuis au moins le Néolithique en Europe (les plus anciens témoignages archéologiques d'exploitation du sel étant connus en Pologne au IVe Millénaire avant notre ère). Le sel est en effet un produit de première nécessité pour les sociétés anciennes et l'on comprend pourquoi on l'a qualifié dans l'Antiquité d'or blanc, car qui contrôle le sel a la main en réalité sur les communautés humaines qui en dépendent. Il faut donc prendre en compte une histoire ou une archéologie sociale du sel, qui occupe une place non négligeable dans l'histoire même des sociétés.

### Les usages du sel

#### Le sel de cuisine
Chez l'homme, les besoins physiologiques quotidiens en sel sont situés entre 4 et 6 grammes minimum et 15 à 20 grammes maximum. une partie de la ration en sel nécessaire à la survie des êtres humains peut être trouvée directement dans certains aliments. Elle est néanmoins insuffisante et doit être complétée artificiellement, surtout à partir du moment où l'homme se sédentarise et commence à consommer une alimentation pauvre en viande.

#### Le sel destiné au bétail
Un complément en sel est indispensable aux animaux d'élevage, en particulier les herbivores. "Rien ne stimule mieux que le sel l'appétit des moutons, du gros bétail et des bêtes de somme", selon le naturaliste romain Pline l'Ancien: "leur lait est plus abondant et leur fromage même est d'une qualité supérieure." Approvisionnés en sel, les animaux sont plus vigoureux; les moutons donnent plus de laine, de qualité plus fine, et les vaches plus de lait.

#### Le sel produit de conservation: salaisons et saumures
Jusqu'au XVIIIe siècle, à partir duquel se développe l'usage du sel de cuisine, la plus grande part de la production de sel est utilisée pour la conservation des aliments au moyen de salaisons. On sale essentiellement des viandes (et en particulier de la viande de porc), mais aussi du poisson. On sale également des produits laitiers, comme le beurre et le fromage, qui se conservent alors plus longtemps.  On produit également des saumures, qui permettent de conserver des produits alimentaires dans un bain salé.

#### Le sel dans l'artisanat et la manufacture
Ces usages relativement marginaux du sel sont néanmoins d'un grande importance économique et technique :
- pour le tannage : on utilise le sel pour ses vertus desséchantes et conservatrices, qui protègent les peaux de la putréfaction ;
- pour la verrerie : le sel est utilisé pour sa capacité à abaisser le point de fusion des silicates; il rend alors la manipulation du verre plus facile ;
- pour la métallurgie: on utilise les propriétés décapantes du sel, qui facilitent les soudures ;
- pour l'orfèvrerie : on exploite les propriétés ionisantes du sel, pour transférer un métal sur un autre (par exemple pour argenter ou étamer du cuivre.

#### Les usages médicaux du sel
Les propriétés thérapeutiques du sel sont soulignées dès l'Antiquité, notamment par Pline l'Ancien, dans son Histoire naturelle. Les romains utilisent les bains salés pour guérir les maladies de peau et les affections du foie et des voies respiratoires.
Au Moyen âge, le sel est utilisé le plus souvent pour des emplâtres, des poudres ou des bains; il aide à soigner les entorses et les fractures et calme les inflammations. Son pouvoir desséchant est exploité également pour désinfecter les plaies. On s'en sert aussi à la chasse, pour guérir les chiens mordus par les animaux sauvages en les plongeant dans des bains d'eau salée.

### Le sel dans les sociétés anciennes
Le sel devient une ressource indispensable qu'il devient vital d'acquérir à partir du Néolithique. Les chasseurs-cueilleurs n'ont pas besoin d'exploiter spécialement le sel, qu'il trouvent principalement dans la viande du gibier. En revanche, les populations d'éleveurs-agriculteurs sédentarisés doivent obtenir un approvisionnement régulier en sel car :
- il leur faut compenser les régimes alimentaires pauvres en sel, qui sont induits par le développement de l'agriculture (comme ceux à base de céréales et de légumineuses) ;
- il leur faut surtout assurer l'entretien du bétail, en l'alimentant artificiellement en sel ;
- enfin, il leur faut assurer la période dite de "soudure" située entre l'automne et le printemps, en conservant des stocks de nourriture: c'est le rôle des salaisons et des saumures.

S'ils consomment et transforment au total des quantités non négligeables de sel, les petits habitats ruraux ne sont néanmoins pas ceux qui, en proportions, ont besoin des plus grandes quantités de sel. On oublie trop souvent un type d'organisation qui rassemble un très grand nombre d'hommes, qu'il faut alimenter pendant ses placement en masse au loin: ce sont les armées, qui commencent à jouer un rôle essentiel à partir de l'âge du Fer. L'armée en effet a besoin de sel de cuisine en très grandes quantités à la fois. Elle est également une grande utilisatrice de conserves alimentaires, comme en particulier les salaisons, grâce auxquelles il est possible d'emporter au loin des ressources alimentaires de base.

### Les techniques anciennes de production du sel
L'archéologie et l'ethnologie révèlent une grande diversité de techniques d'extraction du sel, passées et présentes. Néanmoins, il n'existe que trois moyens d'obtenir du sel :
- en abattant directement des dépôts de sel gemme accessibles depuis la surface: c'est la technique des mines (comme celles de Hallstatt et de Hallein, en Autriche), qui comprend également l'exploitation des sebkha du Sahara ;
- en soumettant des eaux naturellement chargées en sel à l'évaporation naturelle : c'est la technique des marais salants des périodes antiques et médiévales des côtes méditerranéennes ou atlantiques pour exploiter l'eau de mer ; c'est aussi la technique utilisée au Niger pour exploiter la sources salées. On appelle « salins » ou « salines naturelles » ces différents types de dispositifs ;
- en faisant bouillir dans des fourneaux de la saumure, généralement obtenue par concentration d'eau de source salée ou par lavage de sédiments imprégnés de sel. C'est la technique des « poêles à sel » médiévales et modernes, mais aussi celle des briquetages protohistoriques, ou encore celle des « salines artificielles » du Manga, en Afrique.

## L'archéologie du sel en Afrique

### Les salines de Manga (Niger)
Dans le sud-est du Sahara, des mares salées sont provoquées par la dissolution de chlorures, de sulfates et de carbonates de sodium enfouis dans le sol. A la fin de la saison des pluies, l'eau s'évaporant de ces mares salées laisse une croûte cristalline salée, qui était récupérée pour être lavée. Elle était entassée dans de grands paniers filtrants montés sur pieux et constitués d'une enveloppe tronconique de paille tressée. De l'eau, versée dans le panier, lavait la terre salée: on récupérait la saumure filtrée dans un petit puisard creusé à la base du panier filtrant; l'opération de lavage étant répétée autant de fois que nécessaire, jusqu'à l'obtention d'une saumure au degré de concentration voulu. A la fin du processus, la terre lavée était rejetée en monticules (dits bougdoum) à l'extérieur de la saline.
Dans une seconde phase, la saumure obtenue était mise à évaporer dans des fourneaux en terre de type à piliers, dont la structure évoque celles des fourneaux protohistoriques d'Europe. Hauts d'environ 80 cm, ces fourneaux de forme oblongue, construits au-dessus du sol, atteignaient une longueur d'environ 5 m pour une largeur de 3 m environ. Ils recevaient chacun une série de 50 à 100 récipients à saumure de forme tronconique à cylindrique, fixés au-dessus d'un grand piédestal en terre cuite, fiché verticalement dans le sol. La combustion était alimentée par une série d'ouvertures latérales pratiquées à la base des parois du fourneau. Le dessus du fourneau était fermé par une sole horizontale, percée de jours circulaires dans lesquels venait s'encastrer la partie supérieure des récipients à saumure. Les fourneaux étaient détruits à chaque opération et devaient sans cesse être reconstruits.
La conduite des fourneaux constituait une opération délicate, qui demandait beaucoup de dextérité et d'expérience. Un chauffage régulier et interrompu était en particulier nécessaire; deux sauniers étaient d'autre part constamment occupés à remplir les récipients à saumure au fur et à mesure de l'évaporation et à remuer le mélange pour lui conserver une concentration uniforme et éviter ainsi la prise brutale, mais incomplète, du sel.
Le fonctionnement des salines du pays manga exigeait une main-d'œuvre nombreuse. Les mares salées étaient placées sous l'autorité d'un fermier, lequel commandait différents chefs de fours. C'est sous la responsabilité de ces derniers que s'effectuait le travail de cuite de la saumure. Chaque chef de four avait sous ses ordres une équipe d'une dizaine d'hommes, répartis en groupes de compétences : 
- les kandine, ou spécialistes, étaient chargés de la fabrication des récipients à saumure et des supports en forme de piédestal, ainsi que la construction des fourneaux. Ils s'occupaient également du chargement de la saumure et du démoulage des pains de sel ;
- les bagazao, ou manœuvres, étaient affectés au ramassage de la terre salée à laver et au transport de l'eau utilisée dans les paniers filtrants. Ils veillaient d'autre part à l'entretien du fourneau et à son alimentation en combustible, constitué de paille.

Le travail d'extraction du sel n'occupait que six mois de l'année. Les fermiers des mares touchaient un cinquième de la production de sel, comme les chefs de fours. Un kandine recevait deux pains de sel et un bagazao un seul.

### Les salines de Tegguida (Sahara)
Les salines de Tegguida (dont le nom signifie "source salée") se trouvent dans la partie orientale du Sahara, sur la piste qui relie le Hoggar au Niger. La saumure suintant de sources salées était conduite dans des bassins circulaires à revêtement d'argile, où elle était mise à évaporer. Deux types de bassins assuraient l'extraction du sel: la saumure des sources salées était d'abord recueillie dans de grands bassins surélevés au-dessus du niveau du sol - dits amali, ou bassins "mâles" - où elle était mise à reposer et à saturer pendant trois jours. De là, la saumure parvenue à saturation était déversée dans une série de petits bassins creusés dans le sol en périphérie des grands bassins. C'est dans ces cuvettes "femelles" que le sel était obtenu après évaporation de la saumure, selon un cycle de 10 à 20 jours.
Lorsque les bassins mâles avaient été vidés de leur saumure, on laissait sécher le dépôt de sédiment abandonné par l'eau des sources salées, puis celui-ci était enlevé et rejeté sur les côtés. De la même manière, lorsque le sel avait été extrait des bassins femelles, celles-ci étaient nettoyées. Un nouveau cycle de production pouvait alors commencer.

## L'archéologie du sel en Amérique

### Les ateliers de la Culture du Mississippi (USA)
À l'arrivée des Européens en Amérique du Nord, il existait plusieurs régions salifères exploitées par les populations amérindiennes. Le sel extrait faisait l'objet d'échanges à longue distance. De nombreux groupes de salines, exploitant la saumure de sources salées, étaient situés en Louisiane, entre les bassins de la Red River et du Mississippi. D'autres sites d'exploitation étaient situés en Arkansas et au Missouri et surtout au sud-ouest de l'Illinois, ainsi que dans la région du Midwest (à l'emplacement des États actuels du Kentucky et du Tennessee). 
Au début de l'époque historique, les voyageurs de la fin du XVIIIe siècle ont observé du sel circulant sous la forme de pains de sel blanc, sans doute produits par les tribus amérindiennes de la Virginie actuelle. Les sources salées de l'ouest de l'Arkansas et de la Louisiane étaient exploitées par les communautés amérindiennes du début du XVIIIe siècle, qui en tiraient du sel, faisant l'objet d'échanges inter-ethniques.
L'archéologie du sel des cultures amérindiennes préhistoriques reste encore très mal connue. Les salines du Midwest, ainsi que la région de la vallée du Mississippi, livrent en particulier de grands récipients en terre cuite de forme hémisphérique. Ces vases à paroi épaisse, moulés sur un gabarit en terre ou en bois, servaient sans doute à chauffer la saumure. Leur face interne porte fréquemment les empreintes d'un revêtement de tissus ou de végétaux, au contact desquels ces récipients ont été modelés. Ces témoignages de production du sel sont datés de la phase ancienne de la Culture du Mississippi, entre les Xe et XIVe siècles.

### Le site d'Avery Island (USA)
Sur la côte sud-ouest de la Louisiane, le site d'Avery Island a livré non plus des bassines à saumure du type de celles de la culture mississippienne ancienne, mais de nombreux fragments de petits récipients de forme tronconique, qui paraissent appartenir à des moules à sel. L'extraction du sel s'effectuerait désormais dans des fourneaux, vraisemblablement équipés de supports de type piédestal. Des supports de type piédestal en terre cuite proviennent en effet d'une série de sites du Missouri, Arkansas, Kentucky, Virginie, Ohio et Illinois (Cahokia), dans des contextes datés des XVIe – XVIIe siècles. Ce serait au cours de la phase récente de la culture du Mississippi (c'est-à-dire à partir des environs du XVe siècle) que la technique faisant appel aux bassines à saumure commencerait à disparaître.

### Le site de Punta Ycacos (Mexique)
Des zones d'ateliers de production du sel par chauffage de la saumure ont été découvertes au Yucatan, sur la côte du Belize. Actuellement submergés par la mer, ces sites appartiennent à la période classique tardive de la culture maya (VIIe – Xe siècles). Les emplacements d'ateliers du lagon de Punta Ycacos ont livré en particulier des récipients globuleux à lèvre éversée, à l'intérieur desquels la saumure était semble-t-il mise à bouillir pour produire des pains de sel. Des barres à base aplatie, associées à des boulettes de calage modelées, complétaient l'équipement des fourneaux. Ces supports, placés inclinés, soutenaient les récipients à l'intérieur des fourneaux, qui appartiendraient à une variante du type à piliers.

## L'archéologie du sel en Asie

### Les briquetages de la province du Shandong (Chine)
Une série d'ateliers de briquetage côtiers sont situés dans la baie de Laizhou, au nord-est de la province de Shandong. L'exploitation du sel fait appel à des fourneaux à saumure mettant en œuvre des récipients en terre cuite (dit Kuixingqi), auxquels succèdent, après l'époque de la dynastie des Zhou, des poêles à sel à cuve en fonte ou éventuellement en bronze.

### Le site de Zongba (Chine)
Fouillé à l'occasion de la construction du barrages géant des Trois-Gorges, le site de Zongba est considéré actuellement comme le plus important d'Asie: les dépôts de briquetage y sont accumulés sur une épaisseur atteignant 12 m et s'organisent en une série de 76 niveaux stratigraphiques principaux. Les fouilles ont permis de restituer une évolution des techniques de production du sel articulée en six phases successives :
- un premier cycle va de 3500 à 1000 avant J.-C. (phases I-III): il se caractérise par une évolution marquée par le passage de grands récipients tronconiques à lèvre éversée ou crénelée vers des petits récipients à fond pointu et lèvre rentrante (phase III, 1750-1000 avant J.-C.) ;
- un second cycle de transformations reprend à partir de 1000 avant J.-C. jusque vers 300 avant J.-C. (phases IV-VI). Il se signale, lui-aussi, par une évolution allant de grands récipients à panse globuleuse et bord crénelé (phase IV, 1000-800 avant J.-C.) vers des récipients de même forme, mais de taille miniature ;
- Après 300 avant J.-C., l'extraction du sel s'effectue désormais selon la technique des poêles à sel.

### Les briquetages de Kiheijima (Japon)
Au Japon, les premiers vestiges d'exploitation du sel apparaissent au cours de la période Jomon, vers le milieu du IIe Millénaire avant notre ère. Les premiers ateliers de briquetage connus ont été découverts à Kanto, aux alentours de Tokyo. La production du sel se poursuit ensuite au cours des périodes Kofun et Mara. Au Japon, l'exploitation intensive du sel suit le processus du développement de l'Etat: les sources historiques anciennes attestent en effet que le sel est utilisé alors comme une unité de paiement, qui permet de faire réaliser toutes sortes de travaux au profit du pouvoir.
Les ateliers de production de l'île de Kiheijima sont datés des VIe – VIIe siècles. Les fourneaux à saumure mettent en œuvre des récipients à panse tronconique et pied galbé, dont l'évolution technique con,duit à la production de formes de dimensions de plus en plus réduites. Cette transformation pourrait marquer le passage de grands récipients utilisés d'abord pour la cuite de la saumure à des petits récipients ayant fonction de moules à sel.

### Le site de Go O Chua (Vietnam)
Des ateliers de production du sel par la technique du briquetage ont été découverts au Vietnam, à la frontière cambodgienne (province de Long An). Les fourneaux à saumure ne sont pas encore connus, mais font appel à une technologie de type à piliers. Le site de Go O Chua a livré des restes du supports de type piédestal, à base aplatie et sommet trifide. Ces pièces sont associées à de nombreuses boulettes de calage en argile modelée. Il existe également de curieuses plaques en terre cuite percées de trous. L'exploitation du sel de Go O Chua est datable d'une période située entre le IXe et le IIIe s. avant J.-C.

## L'archéologie du sel de l'Europe ancienne

### Briquetages et productions ignigènes

#### Le témoignage des auteurs de l'Antiquité
Les auteurs grecs et romains ont décrit, entre le Ier siècle av. J.-C. et le Ier siècle de notre ère, des procédés d'extraction du sel pratiqués par les populations autochtones d'Europe centrale et occidentale. Faisant appel à l'évaporation de la saumure, ces techniques pourraient correspondre à des installations mettant en œuvre la technologie des briquetages protohistoriques.
Dans un passage de son Histoire naturelle, Pline l'Ancien rapporte que les Gaulois et les Germains obtiennent du sel en "faisant évaporer de l'eau salée sur des bois enflammés".
L'historien romain Tacite décrit dans ses Annales un procédé analogue à celui évoqué par Pline, à propos d'une importante bataille qui aurait eu lieu en Germanie pour le contrôle d'un fleuve aux eaux salées situé à la frontière des Hermundures et des Cattes:
"Par une bonté céleste, dans ce fleuve et dans ces forêts se produisait du sel que l'on recueillait non pas comme chez les autres nations par l'évaporation des eaux de la mer, mais en versant l'eau du fleuve sur des amas de bois embrasés où se formait le sel de ces deux éléments contraires, le feu et l'eau."

#### Briquetage de Halle (Allemagne)
Le briquetage de Halle (Saxe), dans la vallée de la Saale, est l'un des plus importants sites protohistoriques de production du sel d'Europe continentale, après celui de la vallée de la Seille. Les vestiges de 25 accumulations de briquetage, réparties sur environ 4 km de longueur, sont actuellement identifiées sous l'emplacement de la ville actuelle,.
L'activité des ateliers de Halle est principalement datée d'une période s'étendant du VIIe au  IIIe s. avant J.-C. Les fourneaux sont de type à piliers et mettent en œuvre des supports de type piédestal. L'exploitation du sel s'interrompt ensuite à la fin du second âge du Fer, jusqu'aux migrations slaves du haut Moyen-âge. 

#### Briquetage de Bad Nauheim (Allemagne)
Le briquetage de Bad Nauheim (Land de Hesse), près de Wiesbaden, est constitué de deux gros dépôts d'accumulations de déchets de production de 400 à 500 m de longueur chacun (dits Saline Nord et Saline Sud), situés en partie sous la ville actuelle. L'épaisseur des accumulations peut atteindre 5 m par endroits. Le faible degré de salinité de la saumure locale a dû être élevé artificiellement: les recherches récentes ont mis en évidence un vaste complexe de bassins carrés à fond tapissé de pierres, reliés par un système de canaux en bois, qui servaient manifestement à concentrer la saumure.
L'exploitation de sel de Bad Nauheim est datée du Ve au Ier s. avant J.-C. Les fourneaux utilisés sont de type à piliers. Ils sont associés à des petits récipients à paroi tronconique cintrée (Ve-IVe s. avant J.-C.), qui évoluent vers des formes peu tronconiques, voire globuleuses, au cours des IIe-Ier s. avant J.-C. 
Cette production a favorisé l'émergence d'une classe sociale de rang aristocratique, dont témoigne la tombe du tumulus du Glauberg, située à une vingtaine de kilomètres des salines de l'âge du Fer.

#### Briquetage de Schwäbish Hall (Allemagne)
L'exploitation de Schwäbisch Hall (Land de Bade-Wurtemberg) doit se situer, comme celle de Bad Nauheim, entre les Ve et Ier s. avant J.-C. Les fourneaux à sel, sans doute de type à piliers, mettaient en œuvre des petits récipients à panse tronconique galbée et lèvre épaisse rentrante, qui sont datés des IIIe-Ier s. avant J.-C. Les fouilles ont révélé d'importantes structures en bois destinées à recueillir, conduire et sans doute concentrer la saumure. Un système de conduites a notamment été mis au jour, ainsi qu'un aménagement de puits cuvelé. Ces structures rappellent les aménagements découverts à Bad Nauheim.

#### Briquetage de la Seille (France)
Le « Briquetage de la Seille » est un ensemble protohistorique en Lorraine, qui inclut une quarantaine de fourneaux dans la vallée de la Seille de part et d'autre de Moyenvic en Moselle,. Les ateliers de productions sont dispersés sur plus de 10 kilomètres de longueur entre les villages de Salonnes à l'ouest et de Marsal à l'est. Ce sont les vestiges d'une production intensive du sel datant de l'âge du fer (VIe-Ier avant J.-C.). Ces installations exploitaient des sources salées naturelles, qui remontent du sous-sol une saumure provenant de la dissolution d'un important banc de sel gemme enfoui localement à moins d'une centaine de mètres de profondeur.
Mise à évaporer dans des fourneaux, la saumure libérait des cristaux de sel, qui étaient conditionnés ensuite dans des moules à sel en terre cuite placés à chauffer dans d'autres types de fourneaux, à grille constituées de barres amovibles. Ces moules à sel étaient ensuite brisés pour en extraire les pains de sel, de taille standardisée, lesquels étaient destinés à être commercialisés. Les débris de moules étaient abandonnés sur place, où ces restes s'accumulaient à l'emplacement des ateliers. Ces accumulations de déchets techniques forment encore des monticules pouvant atteindre plus de 10 m de hauteur, qui s'étendent sur plusieurs dizaines d'hectares. La masse totale des rejets abandonnés à l'âge du Fer est estimée à plusieurs millions de mètres cubes.

#### Briquetages des côtes de la Mer du Nord (Belgique)
Une série d'ateliers datés des VIIe – Ve siècle av. J.-C. se développent dans la région de l'embouchure du Rhin, jusqu'aux environs du cours moyen de la Meuse. Ces centres de production de la période celtique sont associés à de curieuses pièces en terre cuite en forme de demi-tuyaux cylindriques (Salzhalbröhren des archéologues allemands). 
Le groupe d'ateliers le plus connu est constitué par le site de La Panne (Belgique), au voisinage duquel se situe le site fortifié de hauteur du Kemmelberg : celui-ci correspond au point de diffusion le plus septentrional des importations méditerranéennes de la fin du VIe siècle av. J.-C. ; en Europe occidentale. L'atelier de La Panne livre des pièces en terre-cuite en forme de barres de section circulaire, des supports tripodes ainsi que des plaques percées de trous, dont la fonction reste encore énigmatique. Ces éléments devaient néanmoins équiper des fourneaux de type à piliers. On note que les pièces en forme de demi-tuyau disparaissent complètement à partir de la période du second âge du Fer.

#### Briquetages des côtes de la Manche (France)
Une série d'ateliers de production de sel de l'âge du Fer sont attestées sur les côtes de la Manche, principalement entre Boulogne et Abbeville. Dans les différents sites fouillés, les fourneaux de type à piliers sont utilisés jusqu'au début du IIIe siècle av. J.-C., avant de céder la place à des fourneaux à grille à partir de la seconde moitié du IIIe siècle av. J.-C. (comme à Sorrus, Pas-de-Calais). 

#### Briquetages des côtes normandes (France)
Une série de petits ateliers de briquetage est attestée entre les VIe et Ier siècles av. J.-C., principalement entre la baie du Mont Saint-Michel et l'embouchure de la Seine. L'évolution des modes de production se caractérise par la succession de deux grands types de fourneaux à sel. Aux VIe – IVe siècle fonctionnent des fourneaux à piliers, qui sont équipés d'éléments-supports de type piédestal, souvent à extrémité bifide. Les restes des éléments techniques est constitué principalement de boulettes de calage en argile modelée. À partir du IIIe siècle av. J.-C., on assiste au développement de fourneaux de type à grille. Ces types d'installations, qui seront utilisés jusqu'au début du Haut Empire, sont équipés de récipients de type cylindrique haut. Ces pièces évoluent vers des formes tronconiques au Ier siècle de notre ère.
Au Moyen Âge commence une exploitation du sel particulière à la baie du Mont-Saint-Michel, la baie de Seine et le long du littoral méridional de la Manche. En saison clémente (saison estivale), il y est récolté par havelage, c'est-à-dire en labourant de vastes étendues de sable sur les plages avec un haveau (traîné par un ou des animaux), puis en l'amassant en tas qui sont ensuite décantés et filtrés peu à peu pour en extraire le sel, en lavant le sable au-dessus d'une fosse, sur un filtre de paille ; le sel dissous coule dans un tonneau. Plus l'opération est répétée, plus cette saumure est concentrée. Ensuite celle-ci est cuite, ce qui peut être réalisé hors-saison.
Cette industrie a ralenti au XIXe siècle, avec les derniers sauniers dans l'Avranchin (Manche); leurs fourneaux ne s'éteignaient que du dimanche soir au lundi matin - ce qui exigeait beaucoup de combustible (bois, bûches et fagots, tourbe ou jonc séché, selon les régions ; une cuite de saumure, ou bouillon, durait de deux heures et demie à trois heures).

#### Ateliers de briquetage des côtes armoricaines (France)
Sur les côtes du littoral nord de l'Armorique, sont disséminés une série de petites unités de production datées, pour l'essentiel, de la période de La Tène récente (IIe-Ier s. avant J.-C.). Ces installations, sans doute de type familial, combinent en général un fourneau à grille et des réservoirs à saumure (comme sur le site des Ebihens à Pleumeur-Bodou, dans les Côtes d'Armor).
Les deux sites de Landrellec et d'Enez Vihan (commune de Pleumeur-Bodou, Côtes-d'Armor) ont livré des ateliers parfaitement conservés de bouilleurs de sel. Des traces de réfection des fourneaux indiquent une période de fonctionnement entre le IIe et le Ier siècle avant notre ère.
À Landrellec, l'atelier de 50 m2 produit environ 70 kg de sel par fournée. Il est entouré de murs faits de blocs de granit épais, avec au centre le fourneau rectangulaire en dalles de granit tapissées d'argile. Ces fourneaux sont équipés d'une grille formée de travées de briques calées par des entretoises et des boudins d'argile ou « hand-bricks ». Des godets à sel cylindriques sont disposés sur cette grille. Des constructions de 120 à 1 000 l, tapissées d'argile crue pour assurer l'étanchéité, servaient vraisemblablement à stocker la saumure avant de la cuire. 
Les installations à Enez Vihan sont similaires, y compris pour les fours ; mais sont un peu plus petites.
Une autre série d'ateliers de bouilleurs de sel sont distribués le long des côtes méridionales de l'Armorique, particulièrement aux alentours du Golfe du Morbihan. Les fourneaux de type à piliers apparaissent dans des contextes datés des VIe – Ve siècle av. J.-C., comme dans l'atelier de la presqu'île de Guérande (Loire-Atlantique). Les fourneaux de type à grille, qui sont équipés de pièces de type voûtains et entretoises, se généralisent au cours de la période suivante de La Tène récente. Ces structures à grille fixe sont associées à des récipients à parois très fines en forme de barquettes tronc-prismatiques (appelés augets).

#### Ateliers de briquetage des côtes de la Gironde (France)
Dans le Pays-de-Retz, au sud de l'embouchure de la Loire, on observe, comme dans les ateliers des côtes de la Manche à l'Armorique, une évolution des modes de production qui voit les fourneaux à saumure de type à grilles succéder aux fourneaux traditionnels de type à piliers. Cette transition paraît intervenir à la fin du IVe ou dans le courant du IIIe siècle av. J.-C., avec le passage à la période de La Tène récente. 
Les fourneaux à piliers étaient équipés de récipients à saumure de forme tronconique à cylindrique. Les fourneaux à grilles qui ont été observés présentent des chambres de chauffe excavées de plan rectangulaire, qui atteignent environ 2,50 m de longueur. Les grilles, assemblées au moyen de pièces de type voûtains et entretoises, recevaient des augets à parois fines, de type tronc-prismatique.

#### Ateliers de briquetage du Dorset (Grande-Bretagne)
Une série d'ateliers sont répartis du Hampshire à la Cornouaille, le long des côtes méridionales de l'Angleterre. L'exploitation paraît dater principalement de la période de l'âge du Fer (VIe – Ier siècle av. J.-C. ?). Dans le Hampshire et le Sussex, l'activité de ces ateliers de sauniers se prolonge jusque vers la fin du Ier siècle

#### LesRed Hillsde l'Essex (Grande-Bretagne)
Remarqués dès la fin du XIXe siècle, les Red Hills sont des accumulations de briquetage pouvant atteindre 2 m d'épaisseur, sur des surfaces de l'ordre d'une dizaine d'hectares. Ces déchets de production paraissent dater principalement de la fin du second âge du Fer. Comme dans les ateliers des côtes françaises, on assiste au passage de fourneaux à piliers (pourvus de pièces en forme de T, d'une hauteur d'environ 30 cm) à des fourneaux à grille (en particulier dans le groupe des ateliers de l'embouchure de la Tamise. Cette transition technologique paraît cependant plus tardive que dans les ateliers des côtes françaises et se situerait dans le courant du Ier siècle.

#### Le site de Droitwich (Grande-Bretagne)
Comme sur le continent européen, des sources salées ont été exploitées à l'intérieur des terres, dans la région du Cheshire et Worcestershire dans l'ouest de l'Angleterre. A Droitwich, comme dans le Cheshire, sont connues des accumulations de briquetage, dont la production doit être datée des VIe-Ve s. avant J.-C. au début de la période romaine. Les récipients à saumure sont caractérisés par des formes hautes à corps cylindriques à faiblement tronconique, et à ouverture éversée.

### Les mines

#### Hallstatt (Autriche)
À Hallstatt, dans la région du Salzkammergut, un important banc de sel gemme a été exploité durant la Protohistoire au moyen de mines. L'exploitation y a débuté dès l'âge du Bronze, entre les XIVe et Xe siècles av. J.-C., avant de connaître une phase d'apogée entre les VIIIe et VIe siècles av. J.-C. On estime que la production des mines de Hallstatt a pu représenter un volume de 54 000 m3 pour la période de l'âge du Fer ; soit près du double qu'à l'âge du Bronze. 
Les galeries ont été creusées à partir du flanc de la montagne, où elles s'enfonçaient jusqu'à une profondeur de plus de 200 m. Elles ont livré de nombreux vestiges abandonnés par les mineurs, qui ont été miraculeusement préservés par le milieu salé : pics à pointe de bronze, hottes de cuir utilisées pour le transport des blocs de sel, bonnets ou bérets portés par les mineurs, ainsi que d'innombrables restes de torches en bois ayant servi à éclairer les galeries. D'importantes coulées de boue semblent avoir provoqué l'interruption de l'exploitation au cours du VIe siècle av. J.-C.
Une importante nécropole, qui devait comporter 5 000 tombes, a été découverte au voisinage des entrées de mines. Un quart seulement d'entre elles ont pu être fouillées : elles ont livré un mobilier exceptionnel, grâce auquel le site de Hallstatt a donné son nom à la civilisation européenne du premier âge du Fer. Des objets d'origine lointaine, témoignant d'échanges à longue distance entretenus par la population des mineurs de sel, sont parvenus dans les tombes: vaisselle à boire, armes et parures d'Italie du nord et de Slovénie, ambre rouge de la Mer Baltique, ivoire d'éléphant vraisemblablement importé d'Afrique... L'analyse paléo-pathologique des ossements humains révèle de nombreux stigmates de travail, qui indiquent que les individus inhumés dans la nécropole sont bien ceux qui extrayaient le sel des mines voisines. Les hommes travaillaient au fond, à l'abattage du sel au pic; tandis que les femmes étaient affectées au portage et à l'acheminement des blocs extraits jusqu'à la surface. On estime qu'une communauté de plusieurs centaines de personnes (300 à 500?) était occupée à l'exploitation des mines de Hallstatt au cours du premier âge du Fer.

#### Hallein (Autriche)
Les mines du Dürrnberg à Hallein sont situées à une cinquantaine de kilomètres de celles de Hallstatt et paraissent prendre leur essor à la suite du déclin des précédentes. L'extraction du sel y commence au VIe siècle av. J.-C. et atteint son développement maximum aux alentours du IIIe siècle av. J.-C. L'exploitation est rapidement abandonnée ensuite dans le courant du IIe siècle av. J.-C. Comme à Hallstatt, les galeries de mines ont livré de nombreux outils et pièces d'équipement des mineurs protohistoriques.
L'ouverture de la mine du Dürrnberg est associée à une vaste nécropole, fréquentée du VIe au Ier siècle av. J.-C.. Les tombes qui y ont été fouillées ont livré de nombreux objets de luxe témoignant d'échanges lointains. La nécropole du Dürrnberg a fourni en particulier une série de pièces qui comptent parmi les chefs-d'œuvre de l'art celtique ancien.